# Irene Campbell
Irene Campbell est une personnalité politique britannique.

## Biographie
Irene Campbell naît en 1964 à Saltcoats, dans le North Ayrshire. Elle fait ses études localement à l'Académie Auchenharvie avant de fréquenter l'université et d'obtenir un BA (Hons) puis un master's degree.
En 2024, elle est élue députée.